# Batalha de Valverde
A batalha de Valverde foi uma batalha entre Castela e Portugal, durante o período da crise de 1383-85, dois meses após Aljubarrota. Travou-se perto de Mérida, com a vitória portuguesa.
Os portugueses eram comandados pelo seu condestável: Nuno Álvares Pereira.

## Antecedentes
Pouco tempo depois da vitória portuguesa de Aljubarrota, Nuno Álvares Pereira entrou, por Badajoz, no território castelhano. De Estremoz passara a Vila Viçosa e, daqui, a Olivença. Depois seguira em direcção a Mérida, para poder enfrentar as forças adversárias. Estas vieram opor-lhe cerco em Valverde de Mérida, junto ao rio Guadiana.
A iniciativa de entrar em território castelhano partiu do condestável, sem conhecimento do rei, o qual se encontrava no Porto (embora com grande satisfação deste aquando do conhecimento desta vitória). Havia conhecimento de que um exército inimigo estava junto da fronteiro e D. Nuno decidiu ir ao encontro dele.
Antes da batalha, um emissário castelhano entrega ao condestável várias varas, cada uma representando cada comandante castelhano. O condestável, com elas na mão, afirma que irá usá-las para castigar os opositores.

## A Batalha
Estava-se em 15 de Outubro de 1385. Atravessado o Guadiana, as tropas portuguesas viram-se atacadas. Do lado português, a vanguarda era comandada pelo Condestável, a retaguarda estava sob o comando de Álvaro Gonçalves Camelo, as alas estavam sob a chefia de Martim Afonso de Melo e de Gonçalo Anes de Castelo de Vide. Do lado castelhano, estavam os Mestres de Santiago e de Calatrava e o conde de Niebla. Um português, Martim Anes de Barbuda, estava do lado dos castelhanos e era o Mestre de Alcântara.
Os castelhanos cercaram os portugueses, atacando com projéteis. O condestável ora se deslocava para a vanguarda, ora para a retaguarda, dando ânimo. Foi ferido num pé. A formação portuguesa era cerrada para se defender.
Durante a batalha o condestável retira-se para orar. Rui Gonçalves um dos guerreiros, aflito lhe chamou a atenção para a batalha que se perdia, o Condestável fez um sinal com a mão a pedir silêncio. Novamente chamado à atenção por Gonçalo Anes que lhe disse: "Nada de orações, que morremos todos!", responde então D. Nuno, suavemente: "Amigo, ainda não é hora. Aguardai um pouco e acabarei de orar."; quando acabou de rezar, ergue-se com o rosto iluminado e dando as suas ordens, percebendo que os castelhanos tinham usado todos os projéteis, decide atacar o Mestre de Santiago que acaba por morrer decapitado e o seu estandarte derrubado. Com isto os castelhanos põem-se em fuga.
A estratégia militar do Condestável, a sua fé e ânimo que soube incutir à sua hoste, permitiram-lhe alcançar esta vitória que, ainda segundo o cronista Fernão Lopes, foi conseguida sobre um exército mais numeroso do que aquele que fora derrotado em Aljubarrota.
Na mesnada portuguesa também se salientou o português Gil Fernandes, de Elvas.
Esta vitória serviu para consolidar ainda mais a independência de Portugal e reforçar a posição de D. João I como rei. Após a batalha, a maioria das cidades que apoiavam D. Beatriz se renderam ao Mestre de Avis. Castela desistiu de vez de anexar o território português.